# Jan Gall
Jan Karol (Johann) Gall (* 18. August 1856 in Warschau; † 30. Oktober 1912 in Lemberg) war ein polnischer Komponist, Chorleiter und Musikpädagoge.
Gall begann seine musikalische Ausbildung bei Zygmunt Noskowski  in Warschau und in Krakau und setzte sie am Wiener Konservatorium bei Franz Krenn und in München bei Joseph Rheinberger fort. 1882 wurde er Chorleiter in Leipzig und lernte in Weimar Franz Liszt kennen. 1883 reiste er nach Italien und nahm dort Gesangunterricht u. a. bei Francesco Lamperti in Mailand. Ab 1884 leitete er den galizischen Musikverein in Lemberg.
Nach einem Aufenthalt in Dresden und Leipzig (1888–90) unterrichtete er von 1890 bis 1895 Sologesang, Musikgeschichte und -theorie am Krakauer Konservatorium. 1895 wirkte er als Gesangslehrer und Dirigent des Chorvereins in Breslau., ab 1896 war er Dirigent der Chorvereinigung Echo-Macierz in Lemberg. Als Komponist wurde er vor allem durch Chor- und Sololieder bekannt. Er komponierte außerdem Kantaten, Volksliedbearbeitungen für Männerchor, Miniaturen für Klavier und die als „dramatisches“ bzw. „komisches Bild“ bezeichneten Opern Barkarola (1884) und Viola (Fragment, 1886). Der Regisseur und Theaterleiter Iwo Gall war sein Sohn.